# Platja de l'Àliga
La platja de l'Àliga, o platja del Pont de l'Àliga, o del Pont de l'Àlia, és una platja natural al límit dels termes de l'Ametlla de Mar i el Perelló (Baix Ebre), delimitada de manera natural, a banda i banda, per la renglera de penya-segats farcits de caletes que s'estenen entre l'Ametlla de Mar i l'Ampolla. Hi desemboca el barranc de l'Àliga, a través del pont de la via del tren. Orientada a l'est, té una longitud de 108 metres i una amplada mitjana de 25 metres, formada per sorra, grava i còdols, amb un pendent d'entrada a l'aigua molt fort. Disposa d'un quiosquet de refrescos i dutxes. S'hi accedeix pel camí de ronda, que coincideix amb la senda GR-92, i en vehicle.
L'Agència Catalana de l'Aigua efectua un control setmanal de la qualitat de l'aigua, durant la temporada de bany, amb el resultat d'excel·lent.